# Marginariopsis wiesbaurii
Marginariopsis wiesbaurii är en stensöteväxtart som först beskrevs av Sod., och fick sitt nu gällande namn av Carl Frederik Albert Christensen. Marginariopsis wiesbaurii ingår i släktet Marginariopsis och familjen Polypodiaceae. Inga underarter finns listade.